# Olaus Rudbeck
Olaus Johannis Rudbeck (también conocido como Olof Rudbeck el Viejo, para distinguirlo de su hijo, y con su apellido latinizado, Olaus Rudbeckius), Västerås (Västmanland), 13 de septiembre de 1630 - Upsala, 12 de diciembre de 1702, fue un científico, naturalista y escritor sueco.

## Biografía
Ejerció como profesor de medicina en la Universidad de Upsala (Estocolmo) y fue rector de la misma durante algunos años. Fue hijo del obispo Johannes Rudbeckius, capellán personal del rey Gustavo Adolfo, y padre de Olof Rudbeck el Joven, que fue ennoblecido en 1719. La familia Rudbeck fue ennoblecida un total de cinco veces.
Rudbeck fue uno de los primeros descubridores del sistema linfático en 1651, cuando era joven, lo que contribuyó al éxito de su carrera. Para facilitar sus estudios de anatomía humana se construyó una cúpula encima del Gustavianum, el edificio principal de la Universidad, en cuyo interior se construyó un Theatrum anatomicum, donde las disecciones podían ser realizadas en frente de los estudiantes. La cúpula aún se mantiene y es un punto de referencia en Upsala.
Rudbeck se destacó en diversas áreas científicas, incluyendo la Astronomía, y dejó muchos vestigios todavía hoy visibles en la ciudad de Upsala. También se decía que era un buen cantante con una voz potente y que poseía una voluntad de hierro.
Rudbeck también se vio involucrado en la era de la Retórica. Suecia había ascendido a la posición de superpotencia europea y esto creó la necesidad de una intelectualidad que respaldara ese nuevo poder. Esto llevó a Rudbeck a escribir Atlantica, una obra donde sostiene que Escandinavia, y concretamente Suecia, es la mítica y hundida Atlántida; y que el sueco fue el idioma de Adán.

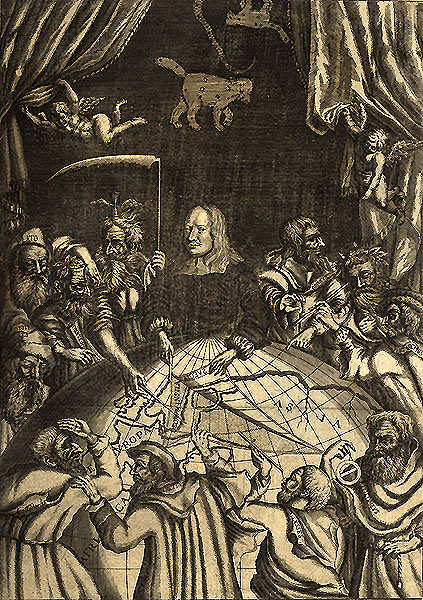
Ilustración de 1689, en el libro de Rudbeck: Atlantica, mostrándose rodeado por Hesíodo, Platón, Aristóteles, Apolodoro, Tácito, Odiseo, Ptolomeo, Plutarco, y Orfeo.

Rudbeck ha sido llamado como "el primer sueco en realizar un descubrimiento científico". Desafortunadamente, gran parte de su trabajo se perdió en el incendio de 1702, que destruyó la mayor parte de Upsala. Durante el incendio, fue el mismo Rudbeck quien dirigió a la gente de la ciudad, dando órdenes desde el techo de su casa, mientras ésta era consumida por las llamas. Poco después del incendio, Rudbeck falleció.

## Curiosidades
Alfred Nobel fue descendiente de Rudbeck a través de su hija Wendela, quien se casó con un antiguo alumno de su padre, Peter Olai Nobelius.

## Honores

### Eponimia
- (Asteraceae) Rudbeckia L. 1 de mayo de 1753[3]